# Liste der Biografien/Alg
Liste der Biografien |
Portal Biografien |
Personensuche
# |
A |
B |
C |
D |
E |
F |
G |
H |
I |
J |
K |
L |
M |
N |
O |
P |
Q |
R |
S |
T |
U |
V |
W |
X |
Y |
Z |
?
 
Aa |
Ab |
Ac |
Ad |
Ae |
Af |
Ag |
Ah |
Ai |
Aj |
Ak |
Al |
Am |
An |
Ao |
Ap |
Aq |
Ar |
As |
At |
Au |
Av |
Aw |
Ax |
Ay |
Az
 
Ala |
Alb |
Alc |
Ald |
Ale |
Alf |
Alg |
Alh |
Ali |
Alj |
Alk |
All |
Alm |
Aln |
Alo |
Alp |
Alq |
Alr |
Als |
Alt |
Alu |
Alv |
Alw |
Alx |
Aly |
Alz
Die Liste der Biografien führt alle Personen auf, die in der deutschsprachigen Wikipedia einen Artikel haben. Dieses ist eine Teilliste mit 63 Einträgen von Personen, deren Namen mit den Buchstaben „Alg“ beginnt.

## Alg

### Alga
- Algabid, Hamid (* 1941), nigrischer Politiker
- Algan, Berkan (* 1977), deutscher Fußballspieler und -trainer
- Algar, Hamid (* 1940), britisch-amerikanischer Islamwissenschaftler
- Algar, James (1912–1998), US-amerikanischer Zeichentrickfilmer, Drehbuchautor, Filmregisseur und -produzent
- Algar, Niamh (* 1992), irische FilmschauspielerinNiamh Algar (* 1992)

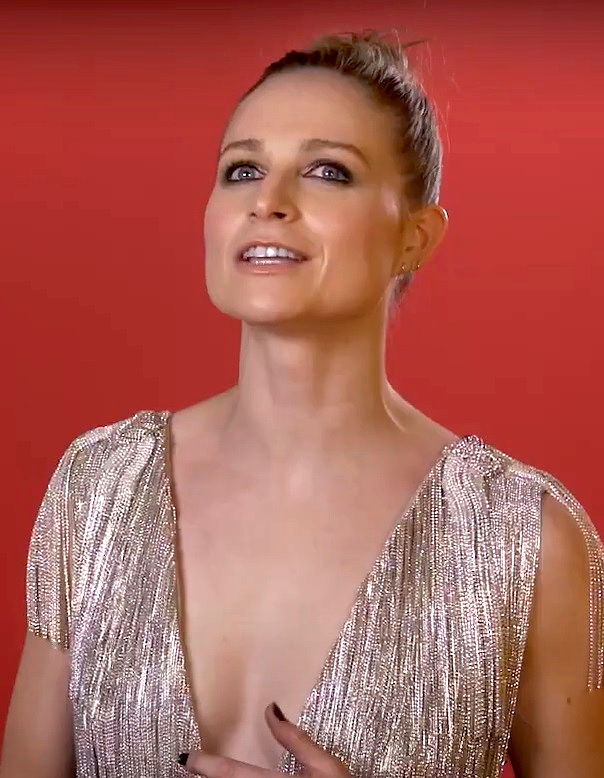
Niamh Algar (* 1992)

- Algarañaz, Celestino (* 1926), bolivianischer Fußballspieler
- Ålgård, Ole (1921–1995), norwegischer Diplomat
- Algardi, Alessandro (1598–1654), italienischer Bildhauer und Architekt
- Algarín, Julio César (* 1969), mexikanischer Fußballspieler
- Algaroff, Youly (1918–1995), deutsch-russischer Solotänzer in Frankreich
- Algarotti, Francesco (1712–1764), italienischer Philosoph und Kunstkritiker
- Algayerová, Oľga (* 1959), slowakische Ökonomin und UN-Beamtin
- Algazi, Gadi (* 1961), israelischer Historiker und Bürgerrechtler

### Alge
- Alge, Barbara (* 1981), österreichische Musikwissenschaftlerin und Hochschullehrerin
- Alge, Dieter (* 1966), österreichischer Fußballspieler und Trainer
- Alge, Dietmar (* 1959), österreichischer Politiker (ÖVP), Landtagsabgeordneter
- Alge, Ingmar (* 1971), österreichischer Maler
- Alge, Susanne (1958–2022), österreichische Schriftstellerin, Literaturwissenschaftlerin und Übersetzerin
- Algeciras, Ramón de (1938–2009), spanischer Flamenco-Gitarrist
- Algenstaedt, Luise (1861–1947), deutsche Schriftstellerin und Diakonisse
- Alger von Lüttich, Verfasser theologischer Schriften, Vorsteher der Domschule in Lüttich und später Benediktinermönch
- Alger, Bruce (1918–2015), US-amerikanischer Politiker
- Alger, Fanny (* 1816), US-amerikanische Ehefrau von Joseph Smith
- Alger, Francis (1807–1863), US-amerikanischer Industrieller und Mineraloge
- Alger, Horatio (1832–1899), US-amerikanischer Autor von Groschenroman-Bestsellern für JungenHoratio Alger (1832–1899)

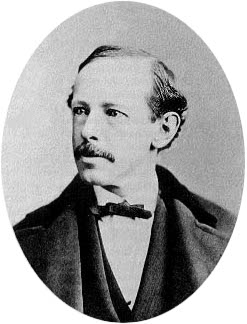
Horatio Alger (1832–1899)

- Alger, Paul (1943–2025), deutscher Fußballspieler
- Alger, Royce (* 1965), US-amerikanischer Ringer
- Alger, Russell Alexander (1836–1907), US-amerikanischer Politiker
- Algera, Jacob (1902–1966), niederländischer Politiker (ARP), Minister für Verkehr und Wasserwirtschaft und Mitglied der Zweiten Kammer der Generalstaaten
- Algeri, Pietro (* 1950), italienischer Radrennfahrer und Sportlicher Leiter
- Algeri, Vittorio (* 1953), italienischer Radrennfahrer und Sportlicher Leiter
- Algermann, Franz (1548–1613), deutscher Kantor, Landfiskal, Notar und Schriftsteller
- Algermissen, Anton (1841–1932), deutscher Architekt und Bauunternehmer
- Algermissen, August (* 1872), deutscher Figurenmaler der Düsseldorfer Schule
- Algermissen, Heinz Josef (* 1943), deutscher römisch-katholischer Geistlicher, emeritierter Bischof von FuldaHeinz Josef Algermissen (* 1943)

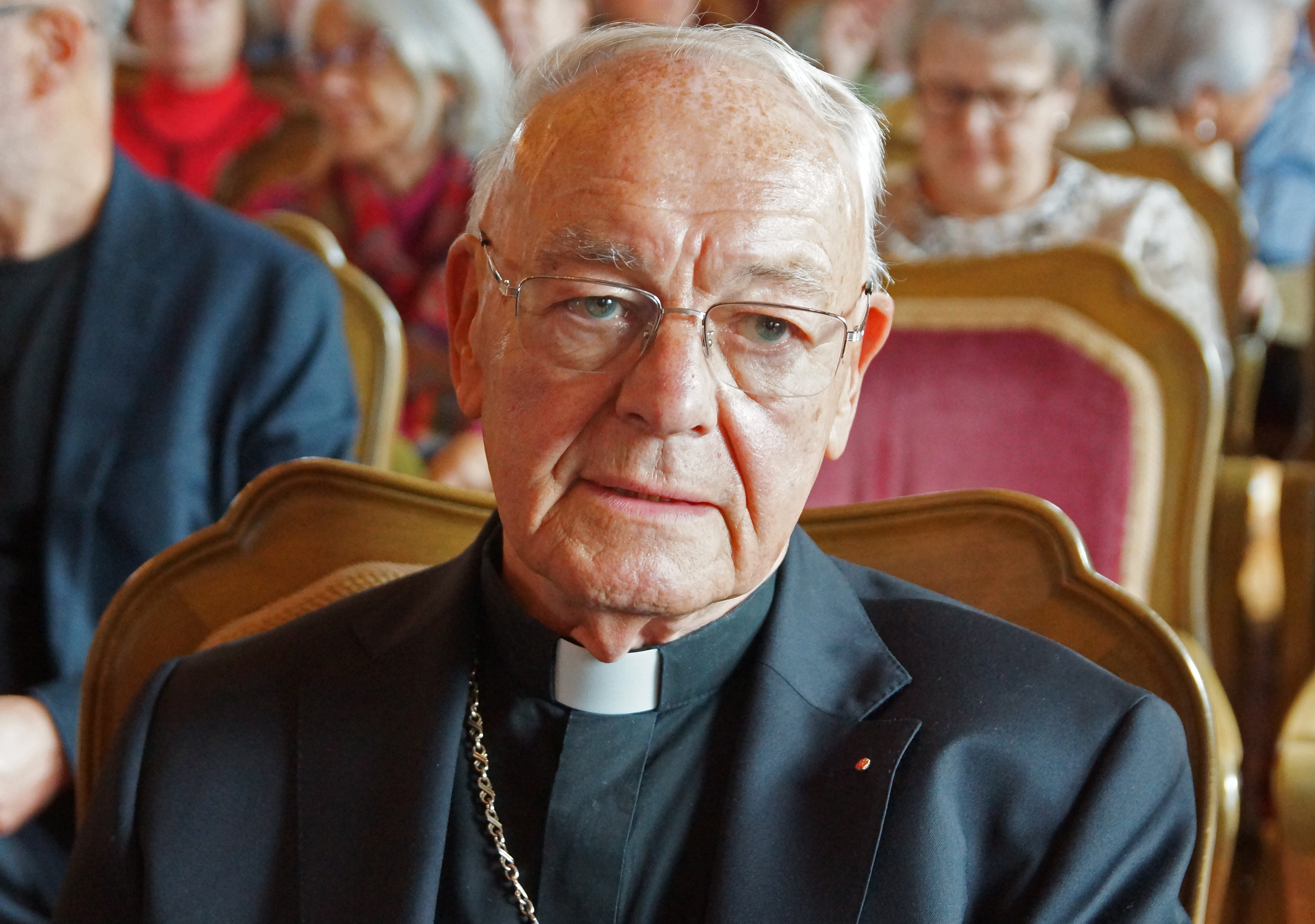
Heinz Josef Algermissen (* 1943)

- Algermissen, Konrad (1889–1964), katholischer Theologe
- Algermissen, Reimbertus, deutscher Jurist, Kanoniker und Universitätsrektor

### Algh
- Alghisi, Paris Francesco (1666–1733), italienischer Komponist des Barock

### Algi
- Algiasi I. Tocco († 1461), neapolitanischer Patrizier, Herr von Montemiletto und Montefusco
- Algie, Deirdre, südafrikanische Badmintonspielerin
- Algie, Ronald (1888–1978), neuseeländischer Politiker, Jurist und Hochschullehrer
- Algieri, Chris (* 1984), US-amerikanischer Boxer
- Algirdas (1296–1377), Sohn von Gediminas, litauischer Großfürst (1345–1377)
- Algisi, Michel (* 1950), französischer Judoka

### Algo
- Algoewer, David (1678–1737), deutscher Mathematiker und Meteorologe
- Algora Hernando, Antonio Ángel (1940–2020), spanischer Geistlicher, römisch-katholischer Bischof von Ciudad Real
- Algora, Francisco (1948–2016), spanischer Schauspieler und Autor
- Algorri, Luis (* 1958), spanischer Journalist und Schriftsteller
- Algotsson, Håkan (* 1966), schwedischer Eishockeytorwart
- Algotsson, Linda (* 1972), schwedische Vielseitigkeitsreiterin
- Algotsson-Ostholt, Sara (* 1974), schwedische Vielseitigkeitsreiterin

### Algp
- Algpeus, Emil (* 2001), schwedischer Schauspieler

### Algr
- Algra, Keimpe (* 1959), niederländischer Philosophiehistoriker und Altphilologe
- Algrang, Anton (* 1965), deutscher Schauspieler italienischer Herkunft
- Algren, Nelson (1909–1981), US-amerikanischer Schriftsteller

### Algu
- Alguacil, Ainhoa (* 2006), spanische Fußballspielerin
- Alguacil, Mayte, spanische Jazzmusikerin (Gesang)
- Algué, José María (1856–1930), spanischer Jesuitenpriester und Meteorologe
- Algueró, Augusto (1934–2011), spanischer Komponist und Arrangeur
- Algueró, José (1914–2000), spanischer Filmarchitekt und Maler
- Alguersuari, Jaime (* 1990), spanischer AutomobilrennfahrerJaime Alguersuari (* 1990)

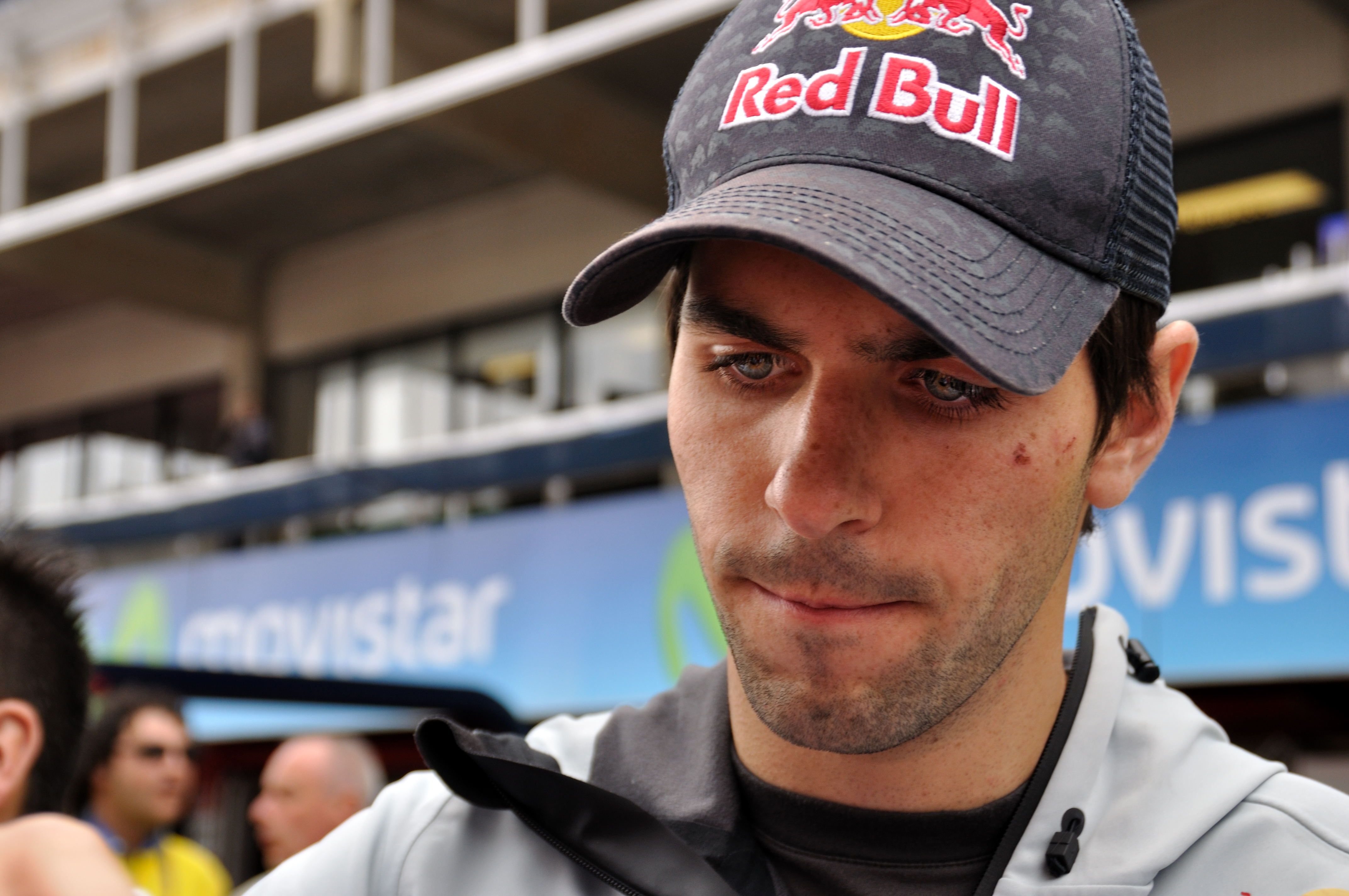
Jaime Alguersuari (* 1990)

- Algus, Martin (* 1973), estnischer Dramatiker, Schauspieler und Übersetzer

### Algy
- Álgya-Pap, Zoltán (1895–1987), ungarischer Generalleutnant